# Grönskära
Grönskära (Bidens radiata) är en växtart av släktet skäror. 
Arten förekommer i stora delar av Europa med undantag av Iberiska halvön, Italien, Balkan och Brittiska öarna. Utbredningsområdet fortsätter till östra Ryssland och norra Kina. Grönskära växer i träskmarker och intill vattenansamlingar.
För beståndet är inga hot kända. Hela populationen anses vara stabil. IUCN listar arten som livskraftig (LC).